# The Myth Makers
The Myth Makers (Los creadores de mitos) es el segundo serial de la tercera temporada de la serie británica de ciencia ficción Doctor Who, emitida originalmente en cuatro episodios semanales del 16 de octubre al 6 de noviembre de 1965. La historia tiene lugar en Troya, basándose en la Ilíada de Homero. En este serial hace su última aparición Maureen O'Brien como Vicki y se presenta a Adrienne Hill como la nueva acompañante del Doctor, Katarina.

## Argumento
El serial se ambienta en el décimo año de la guerra de Troya.
Fuera de la ciudad asediada, justo cuando Aquiles está a punto de matar a Héctor, se materializa la TARDIS, y cuando el Doctor sale de ella, Aquiles le confunde con el dios Zeus disfrazado. Le llevan hasta el campamento griego, encontrándose con Odiseo por el camino. Cuando llegan, Agamenón le insiste al Doctor que le ayude contra los troyanos, y no le dejará irse hasta que lo haga. Mientras, los acompañantes del Doctor, Vicki y Steven ven como se lo llevan. Vicki todavía tiene un tobillo herido de la aventura anterior en la Galaxia 4, así que Steven va tras ellos a solas para intentar ayudar al Doctor. Cíclope, un sirviente mudo de Odiseo, le ve acercarse al campamento, y avisa a su amo, que le captura y le lleva junto al Doctor. Los dos fingen no conocerse para evitar que la mentira de "Zeus" se arruine. Les convence para que le dejen vivir hasta el día siguiente cuando soltará un "rayo divino" que hará caer a Troya.
El sirviente entonces les dice que el "templo de Zeus" (la TARDIS) ha desaparecido. Cuando van a ver, el Doctor le dice la verdad a Odiseo y este les perdona a condición de que les ayude a derrotar a los griegos en dos días, o de lo contrario lo matarán. Mientras, la TARDIS ha sido llevada Troya. Una profetisa, Cassandra, dice que es peligrosa ya que ha visto que los griegos dejarán un regalo de los griegos lleno de soldados en su interior y ordena que la quemen. Cuando van a hacerlo, Vicki sale de su interior y lo toman como un signo de los dioses. El Rey Príamo y Paris se ven maravillados por ella, vestida como está con una maravillosa toga, y el rey la llama Crésida, haciéndola favorita de la corte y enfureciendo a Cassandra, que ve en ella una profetisa rival. Pero encontrarán una aliada, Katarina, doncella de Cassandra, que les ayudará en sus aventuras. También conocerán a Troilo, hijo de Príamo, que se quedará prendado de Vicki, y ella de él.
Al final, tras una serie de aventuras, incluyendo la caída de Troya con la ayuda del caballo, ideado por el Doctor, este, Steven y Katarina se marcharán en la TARDIS, y Vicki se despedirá de ellos y se quedará con Troilo, bajo la identidad de Crésida. Pero Steven ha sido herido, y a bordo de la TARDIS comprueban que su herida está infectada y empeorando. El Doctor necesita medicinas para salvar a Steven y desea que en su siguiente destino puedan encontrarlas.

## Producción
| Episodio                    | Fecha de emisión       | Duración | Espectadores en millones | Estado en el archivo              |
| --------------------------- | ---------------------- | -------- | ------------------------ | --------------------------------- |
| Temple of Secrets           | 16 de octubre de 1965  | 24:45    | 8,3                      | Solo quedan fotogramas y el audio |
| Small Prophet, Quick Return | 23 de octubre de 1965  | 24:43    | 8,1                      | Solo quedan fotogramas y el audio |
| Death of a Spy              | 30 de octubre de 1965  | 25:39    | 8,7                      | Solo quedan fotogramas y el audio |
| Horse of Destruction        | 6 de noviembre de 1965 | 24:45    | 8,3                      | Solo quedan fotogramas y el audio |
| [ 1 ] [ 2 ] [ 3 ]           |                        |          |                          |                                   |

- Originalmente, Dennis Sponner pretendía que todos los títulos fueran juegos de palabras, incluyendo: "Deus Ex Machina" y "Is There a Doctor In The Horse?". La BBC vetó esos títulos, pero se permitió el del episodio 2 a la sola insistencia del editor de guiones Donald Tosh.
- Donald Cotton sacó el material para sus guiones de su extenso conocimiento de la literatura clásica y medieval, incluyendo los poemas épicos de Homero, las obras de Esquilo y Euripides, la Eneida de Virgilio, y Troilo y Crésida de Geoffrey Chaucer.
- William Hartnell sufrió un revés mientras trabajaba en la historia: la muerte de su tía Bessie, que había cuidado de él durante su problemática infancia. Desafortunadamente, los apretados horaros de grabación no le permitieron el tiempo libre de asistir a su funeral.
- Esta fue la primera historia a cargo del nuevo productor de la serie, John Wiles, que reemplazaba en el cargo a la productora original, Verity Lambert.